# Jan Sibbersen
Jan Sibbersen (* 9. Juni 1975 in Coburg) ist ein ehemaliger deutscher Schwimmer und Triathlet, der heute als Unternehmer aktiv ist. Während seiner Zeit als Triathlonprofi auf der Langdistanz beendete er regelmäßig mit dem Schwimmen die erste Disziplin in Führung liegend. Seit 2018 hält er den Schwimm-Streckenrekord beim Ironman Hawaii.

## Werdegang
1992 startete Jan Sibbersen erstmals für den SV Coburg bei internationalen Schwimmwettbewerben. In Stockholm durchbrach er bei einem 8-Nationen-Jugendländervergleichskampf erstmals die 16-Minuten-Marke (15:59,67 min) auf seiner damaligen Paradedisziplin über 1500 Meter Freistil.
1996 brach er sein Englisch- und Sport-Studium in Heidelberg ab und wechselte in die Vereinigten Staaten an die Universität von Miami, an der er ein „Economics-Studium“ (eine Verbindung von Volkswirtschaftslehre und Betriebswirtschaftslehre) aufnahm. Er wurde wegen seiner schulischen als auch sportlichen Leistungen an der Harvard-Universität aufgenommen.
Im Jahr 2000 verpasste er nur knapp die Olympiaqualifikation. 2002 und erneut 2005 wurde er bayerischer Triathlon-Meister.

### Triathlon Profikarriere
2004 gewann er die Deutsche Triathlon-Meisterschaft (in der AK25) auf der Mitteldistanz in Kulmbach. Er gehört zu den besten Schwimmern auf der Langdistanz und beendete regelmäßig die erste Disziplin in Führung liegend. Beim Ironman Hawaii erzielte er bei seinen sechs Teilnahmen fünfmal die schnellste Schwimmzeit des Tages. In der Liste der Top 10 der schnellsten Männer in den Teildisziplinen belegt er die Plätze drei (2003) und eins (2018).

### 2007 Gründung der Sailfish GmbH
Nach der zwischenzeitlichen Beendigung seiner aktiven Triathlon-Karriere gründete Sibbersen 2007 die Firma Sailfish, die sich mit der Entwicklung und dem Handel von Neopren-Anzügen für den Schwimm- und Triathlonsport beschäftigt. Der Name des Unternehmens ist gleichzeitig Markenname für deren Neopren-Anzüge. Seit 2016 betreut er als Manager den Triathleten Patrick Lange, den Sieger des Ironman Hawaii 2017, 2018 und 2024.

### Comeback 2017 und Schwimmrekord beim Ironman Hawaii 2018
Im Oktober 2017 kündigte Sibbersen nochmals einen Angriff auf die Schwimmbestzeiten an und startete zum fünften Mal beim Ironman Hawaii. Er beendete das Schwimmen nach 48:32 min als Sechstschnellster des Tages. 2018 startete der 43-Jährige zum sechsten Mal auf Hawaii und erreichte in 46:29 Minuten eine neue Bestzeit für die Schwimmdistanz. Er verbesserte damit den seit 1995 bestehenden Streckenrekord von Lars Jorgensen.
Mit einer Zeit von 45:43 Minuten verbesserte der Australier Sam Askey-Doran den Rekord von Sibbersen im Jahre 2024 auf Hawaii.

## Sportliche Erfolge
| Datum/Jahr    | Platz | Wettbewerb                  | Austragungsort    | Zeit     | Bemerkung |
| ------------- | ----- | --------------------------- | ----------------- | -------- | --- |
| 22. Juli 2018 | 2     | Triathlon Hof               | Hof               | 01:58:15 | schnellster Schwimmer des Tages (16:57 min über 1,5 km) |
| 15. Juli 2018 | 2     | ITU World Triathlon Hamburg | Hamburg           | 01:57:08 | schnellster Schwimmer des Tages (17:14 min über 1,5 km) |
| 12. Nov. 2017 | 25    | Ironman 70.3 Xiamen         | Xiamen            | 04:23:28 | [ 7 ] |
| 27. Aug. 2017 | 10    | Ironman 70.3 Qujing         | Qujing            | 04:21:15 | schnellster Schwimmer des Tages (23:31 min über 1,9 km) |
| 23. Juli 2017 | 1     | Triathlon Hof               | Hof               | 02:03:30 | Tagessieger olympische Distanz |
| 16. Juli 2017 | 1     | Hamburg Triathlon           | Hamburg           | 01:58:05 | Tagessieger olympische Distanz |
| 18. Juni 2017 | 3     | Stadttriathlon Erding       | Erding            | 02:01:23 | als schnellster Schwimmer (19:42 min über 1,5 km); Dritter hinter dem Sieger Patrick Lange |
| 16. Aug. 2015 | 7     | Red Bull Tri Islands        | Amrum, Föhr, Sylt | 03:08:42 | als schnellster Schwimmer (2,5 km Schwimmen, 40 km Radfahren und 10 km Laufen) |
| 17. Juni 2012 | DSQ   | Stadttriathlon Erding       | Erding            | –        | [ 13 ] |
| 28. Mai 2006  | 1     | Stadttriathlon Erding       | Erding            |          | |
| 9. Juni 2005  | 1     | Stadttriathlon Erding       | Erding            | 01:05:50 | Sieger bei der 12. Austragung |
| 31. Juli 2005 | 2     | München Triathlon           | München           | 01:50:00 | Zweiter hinter Lothar Leder |
| 14. Aug. 2004 | 7     | DTM Mitteldistanz           | Kulmbach          | 04:16:14 | Sieger in der Altersklasse 25–30 |
| 22. Juni 2003 | 2     | Stadttriathlon Erding       | Erding            |          | |
| 2003          | 7     | St. Croix Triathlon         | Saint Croix       | 04:24:57 | hinter dem Sieger Craig Alexander |
| 5. Mai 2002   | 16    | St. Croix Triathlon         | St. Croix         | 04:35:37 | |
| 2001          |       | St. Croix Triathlon         | St. Croix         | 04:30:32 | Mit dem Sieg in seiner Altersklasse, der schnellsten Schwimmzeit (23:51 min) und als Zweiter bei den Amateuren holte sich Jan Sibbersen die Qualifikation für einen Startplatz beim Ironman Hawaii. |

| Datum/Jahr    | Platz | Wettbewerb      | Austragungsort    | Zeit     | Bemerkung |
| ------------- | ----- | --------------- | ----------------- | -------- | --- |
| 13. Okt. 2018 | 976   | Ironman Hawaii  | Hawaii            | 10:37:33 | neuer Rekord auf der Schwimmstrecke mit 46:29 min; Platz 191 in der Altersklasse 40–44 |
| 14. Okt. 2017 | 753   | Ironman Hawaii  | Hawaii            | 10:47:15 | Platz 150 in der AK 40–44 |
| 24. Aug. 2008 | 32    | Ironman Canada  | Penticton         | 10:35:30 | schnellste Schwimmzeit mit 45:57 min |
| 24. Juni 2007 | 95    | Ironman France  | Nizza             | 10:09:37 | schnellste Schwimmzeit mit 44:44 min |
| 27. Aug. 2006 | DNF   | Ironman Canada  | Penticton         | –        | schnellste Schwimmzeit mit 47:56 min |
| 23. Juli 2006 | 31    | Ironman USA     | Lake Placid       | 09:54:15 | schnellste Schwimmzeit mit 45:24 min |
| 28. Aug. 2005 | 15    | Ironman Canada  | Penticton         | 09:17:30 | schnellste Schwimmzeit mit 46:56 min |
| 5. Juli 2005  | 25    | Ironman Austria | Klagenfurt        | 09:01:05 | Jan Sibbersen kommt (44:13 min) als bester Schwimmer des Tages trotz Rückenbeschwerden als 25. ins Ziel. |
| 28. Aug. 2005 | 14    | Ironman Canada  | Penticton         | 09:17:28 | schnellster Schwimmer insgesamt in 46:56 min |
| 16. Okt. 2004 | DNF   | Ironman Hawaii  | Hawaii            | –        | schnellster Schwimmer in 47:04 min |
| 11. Juli 2004 | 15    | Ironman Germany | Frankfurt am Main | 09:06:52 | Jan Sibbersen führte mit der schnellsten jemals in Frankfurt geschwommenen Zeit über 3,8 km von 42:17 min das Feld bis km 90 auf der Radstrecke an – später übernahm der spätere Sieger Stefan Holzner die Führung. |
| 18. Okt. 2003 | 124   | Ironman Hawaii  | Hawaii            | 09:37:34 | schnellster Schwimmer insgesamt in 46:50 min – nur sechs Sekunden langsamer als Lars Jorgensen, der seit 1995 die Rekordzeit mit 46:44 min hält                                                                     |
| 13. Juli 2003 | 20    | Ironman Germany | Frankfurt am Main | 09:14:17 | Jahresweltbestzeit auf der Ironman-Schwimmdistanz in 44:29 min |
| 16. Okt. 2002 | 129   | Ironman Hawaii  | Hawaii            | 09:46:09 | schnellster Schwimmer insgesamt in 48:10 min |
| 2002          | 12    | Ironman Germany | Frankfurt am Main | 09:04:57 | schnellster Schwimmer insgesamt in 44:54 min |
| 6. Okt. 2001  | 232   | Ironman Hawaii  | Hawaii            | 10:29:49 | schnellster Schwimmer in 48:51 min |

| Datum/Jahr    | Rang | Wettbewerb                | Austragungsort | Zeit | Bemerkung                         |
| ------------- | ---- | ------------------------- | -------------- | ---- | --------------------------------- |
| 24. Okt. 2004 | 26   | Xterra World Championship | Maui           |      |                                   |
| 26. Okt. 2003 |      | Xterra World Championship | Maui           |      | 2. Rang in der Altersklasse 25–29 |

(DNF – Did Not Finish)